# 埃德·珀爾馬特
埃德·珀爾馬特（英語：Ed Perlmutter；1953年5月1日—）是美國的一位政治人物。自2007年開始，他是科羅拉多州第7選舉區選出的美國眾議院議員。他的黨籍是民主黨。珀爾馬特已經結婚並且有三個孩子。

## 外部連結
- 官方网站
- 埃德·珀爾馬特的X（前Twitter）
- C-SPAN內的頁面（英文）